# Juan de Alba (poeta mexicano)
Juan de Alba (San Luis Potosí, 1910-Cholula de Rivadavia, 1973) fue un poeta mexicano.

## Biografía
Nació en San Luis Potosí, San Luis Potosí en 1910. Durante su infancia se trasladó a la Ciudad de México, donde vivió hasta 1963.
Publicó los libros: Elegía a un gran poeta equívoco (1947) y Dios existe. Poematrices (1948). En 2004, la Universidad del Valle de México de San Luis Potosí sacó a la luz una edición facsimilar de Nocturno monótono de angustia larga (1938).
Su obra es contemporánea de otros importantes escritores potosinos como Concha Urquiza, Manuel Calvillo y Félix Dauajare. Tuvo una amistad con el poeta colombiano Porfirio Barba Jacob, de quien retomó el ideal de latinoamericanismo y sus tendencias socialistas.
Falleció en Cholula de Rivadavia, Puebla, en 1973. A su muerte dejó inconclusa una novela, Novelumbra, en la que planeaba explorar la metatextualidad de la narración.

## Publicaciones seleccionadas

### Antologías
- David, Ojeda (1992). Literatura potosina : cuatrocientos años. San Luis Potosí, San Luis Potosí: Comité Organizador San Luis 400 (Cuatro siglos).

### Poesía
- Alba, Juan de (1948). Dios Existe. Poematrices. San Luis Potosí, San Luis Potosí: El Colegio de San Luis (Literatura Potosina 1850-1950. Poesía; 13).
- Alba, Juan de (2018). Nocturno en Dolores (1933). México, D. F.: Ediciones del Ermitaño (Colección Poesía). ISBN 9786078412617.